# Чкаловская лестница (Нижний Новгород)
Чка́ловская ле́стница — монументальная лестница в историческом центре Нижнего Новгорода, соединяющая Верхне-Волжскую и Нижне-Волжскую набережные, считается визитной карточкой Нижнего Новгорода. Построена по проекту архитекторов Александра Яковлева, Льва Руднева и Владимира Мунца.
Проект лестницы был создан и утверждён в 1943 году, а торжественное открытие состоялось в 1949 году. Официально лестница получила именование Волжская: на одной из её подпорных стенок была установлена металлическая доска с надписью «Волжская лестница 1949 года». Тем не менее официальное название не прижилось и его в 1980-х годах вытеснило народное — Чкаловская лестница, по расположенному в верхней части сооружения памятнику лётчику В. П. Чкалову.
К 800-летию Нижнего Новгорода на Чкаловской лестнице прошли аварийно-восстановительные и реставрационные работы.
Лестница начинается от смотровой площадки у памятника Валерию Чкалову, рядом с Георгиевской башней Кремля. Построена лестница в виде восьмёрки.
В местах пересечений боковых спусков есть смотровые площадки. С Чкаловской лестницы открывается вид на Волгу, Стрелку, берег города Бор, а на Нижне-Волжской набережной лестница приводит к памятнику «Катер „Герой“».

## История

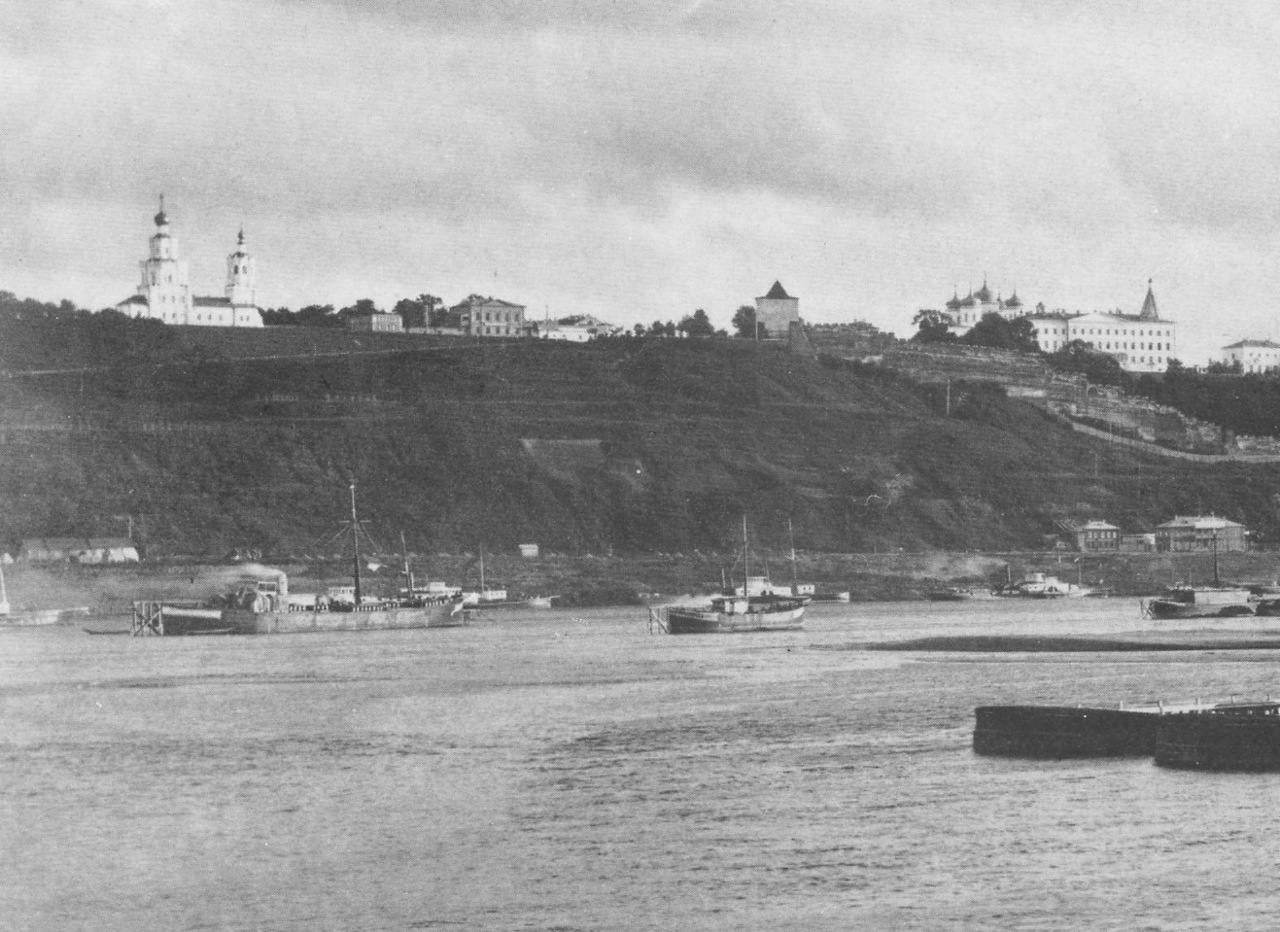
Вид на Волжский откос со стороны города Бор, 1886 год

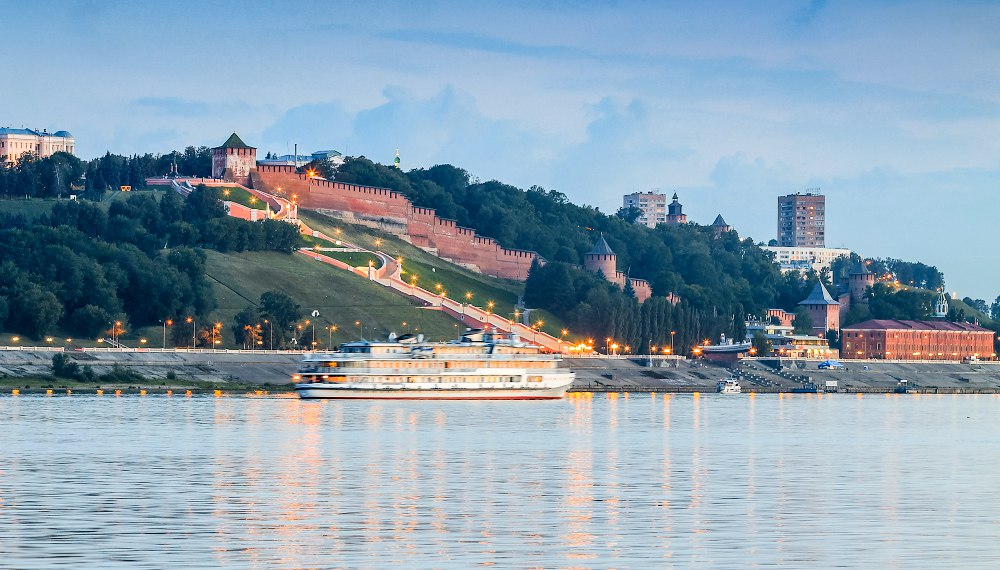
Современный вид с этой же точки, 2015 год

Во времена Российской империи и до середины 1940-х годов XX века территория на месте Чкаловской лестницы называлась Волжским откосом. Это было одно из самых популярных мест среди нижегородцев и гостей города. На его вершине, где сейчас находится памятник Валерию Чкалову, располагался полукруглый выступ, с которого открывался вид на Борскую пойму. Соединялся он с Благовещенской площадью (позже Советской, ныне — Минина и Пожарского), от него же начиналась Георгиевская набережная (ныне — Верхне-Волжская набережная).
Идея создания лестницы на Волжском откосе появилась после открытия памятника В. П. Чкалову 15 декабря 1940 года. Уже через двенадцать дней председатель Горьковского облисполкома Третьяков и секретарь Горьковского обкома ВКП(б) М. И. Родионов обратились в СНК СССР с просьбой «о выделении г. Горькому на 1941 г. капиталовложений в сумме 1 млн 125 тыс. рублей на благоустройство откоса у памятника В. П. Чкалову, устройство удобного спуска к воде в виде красивой и широкой (в 10–12 метров) лестницы и на приведение берега р. Волги в месте спуска лестницы в надлежащий порядок». Этим планам помешала начавшаяся Великая Отечественная война.
После победоносного завершения Сталинградской битвы 2 февраля 1943 произошёл коренной перелом в ходе Великой Отечественной войны, а 6 февраля того же года на должность председателя Горьковского горисполкома был назначен Александр Михайлович Шульпин, инженер, до этого работавший начальником Архитектурно-планировочного управления Горьковского горсовета. Заступив на пост главы города, он проявил себя в качестве умелого руководителя и энергичного организатора. Весной 1943 года именно Шульпин, во время командировки в Москву, добился выделения средств на строительство лестницы на Волжском откосе.
Вскоре был объявлен архитектурный конкурс на лучший проект. Среди множества представленных вариантов был и проект горьковского архитектора Александра Яковлева-старшего. Работу над своим проектом Яковлев начал в апреле 1943 года и к 4 сентября того же года выполнил чертёж лестницы, который одобрили главный архитектор Горького Журавлёв и Александр Шульпин. По проекту Яковлева лестница представляла собой один эллипс и прямую часть, две террасы с балюстрадами, в прибрежной части — путепровод с боковыми спусками и два павильона. Проект включал украшения в виде скульптур военных и бюстов, а также памятник героям Великой Отечественной войны. В августе 1944 года Александр Яковлев представил свой проект на конкурс.

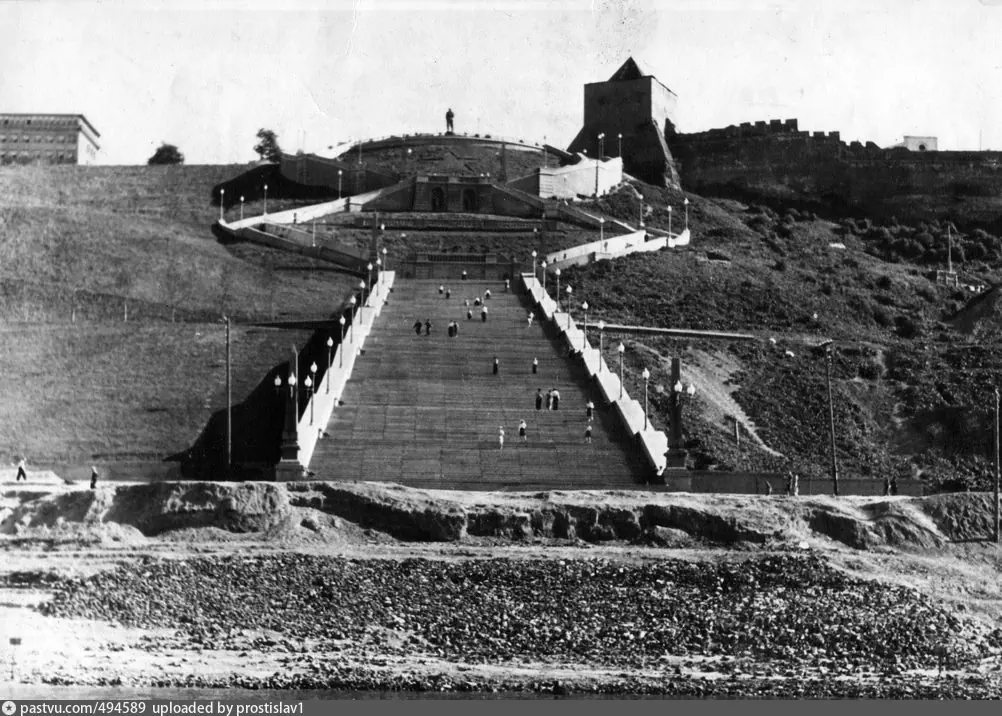
Чкаловская лестница в 1954 году

Тем не менее победу в конкурсе одержал проект московских архитекторов — академика архитектуры Льва Руднева и архитектора Владимира Мунца. Проект Яковлева получил вторую премию. В итоге воплощать в жизнь решили проект московских архитекторов, при этом надзор за работами поручили Яковлеву, которому предстояло «„положить на рельеф“ лестницу, проработать все детали, руководить составлением архитектурных и конструктивных рабочих чертежей и, наконец, вести авторский надзор в продолжение всех лет строительства». Фактически все работы по строительству лестницы легли на плечи Яковлева, который потратил на строительство почти пять лет, с 1944 по 1949 годы. По этой причине авторами Чкаловской лестницы обычно называют всех трёх архитекторов.
Символический «первый камень» лестницы заложили 27 мая 1944 года. В течение этого года шла подготовительная работа. Руднев, Яковлев и Мунц разработали архитектурное оформление и строительно-конструктивные чертежи технического проекта, который был утверждён 18 января 1945 года. 6 марта 1945 года на заседании Горьковского горисполкома была утверждена стоимость работ в сумме 7 млн 765 тыс. рублей. На тот момент строительство лестницы стало одним из самых дорогостоящих проектов в СССР.

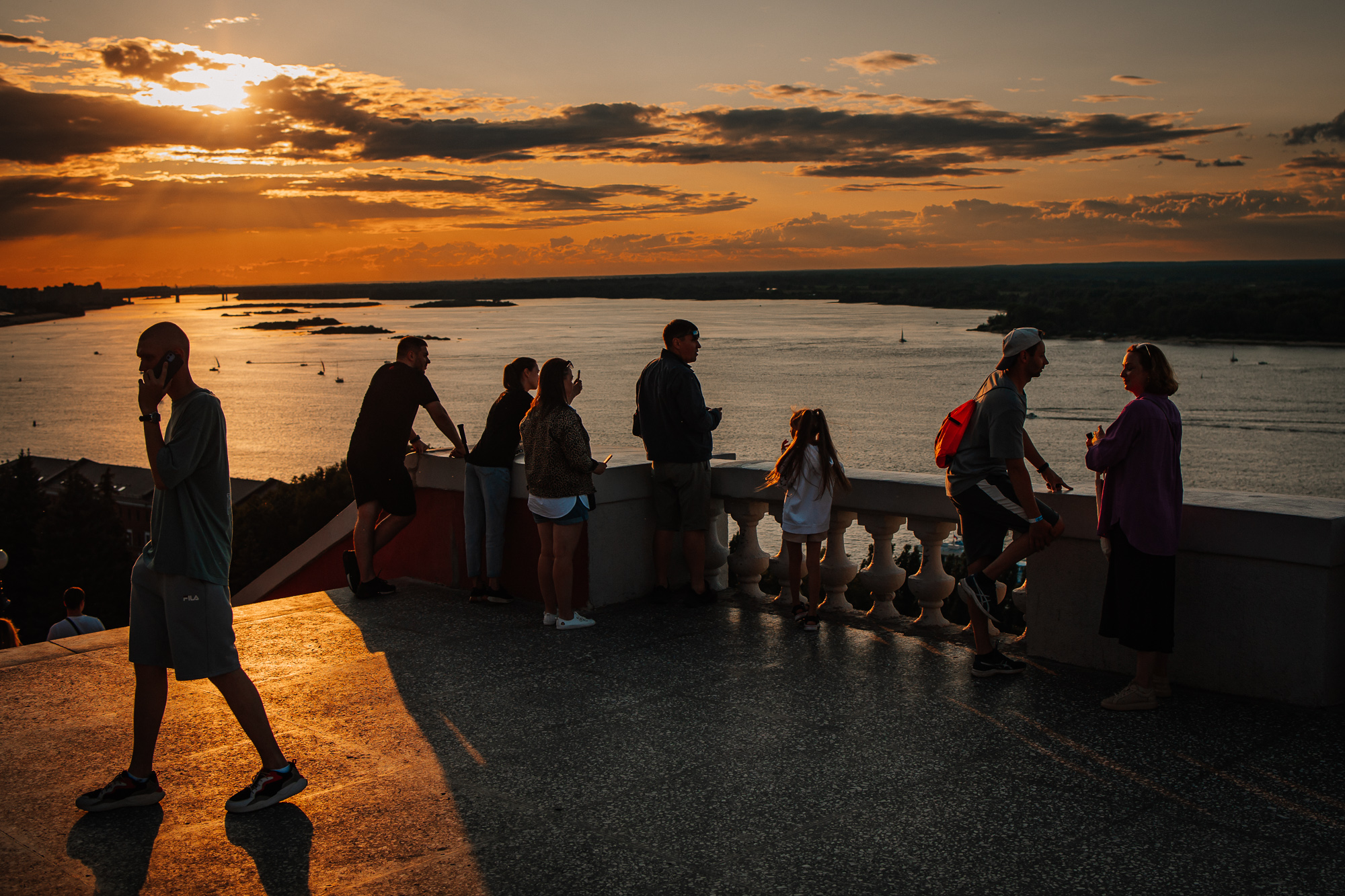
Прохожие любуются закатом на смотровой площадке Чкаловской лестницы

Из-за технической сложности проекта к работам, на разных этапах, было привлечено более 20 учреждений и организаций, технические консультации давали профессоры Михаил Евдокимов-Рокотовский, В. И. Попов, доктор технических наук М. И. Декабрун, кандидат технических наук А. П. Нифантов. В 1945 году началось строительство под контролем треста «Горьковстрой» и Управления благоустройства. Первоначально была возведена прямая часть лестницы. Зимой 1946 года были изготовлены сборные железобетонные плиты парапетов и арматура, а весной начались земляные работы и сборка металлических конструкций криволинейных участков. Ступени были изготовлены Стройгазом и бетонным заводом. При строительных работах также была реконструирована площадка возле памятника В. П. Чкалову. 
Завершить строительство планировали к 1947 году, однако по причине плохой организации работ в зимнее время сроки переносились дважды: сначала на третий квартал 1948 года, затем на 1 августа 1949 года. С целью ускорить строительство Александр Шульпин распорядился привлечь к работам целый ряд местных строительных организаций, а в районах Горьковской области была организована вербовка рабочей силы в количестве 150 человек. В 1949 году по распоряжению Шульпина к строительству привлекли немецких военнопленных. В ходе строительства возникли проблемы и с финансовыми средствами. Первоначально выделенных сумм не хватило, поэтому в проект были внесены коррективы: отказались от строительств речного вокзала у подножия лестницы, было существенно упрощено архитектурно-художественное оформление, отказались от возведения ростральных колонн в прибрежной части, фонтана на террасе в центре нижнего кольца, установки скульптур львов и шаров на тумбах у набережной и ваз на площадках.

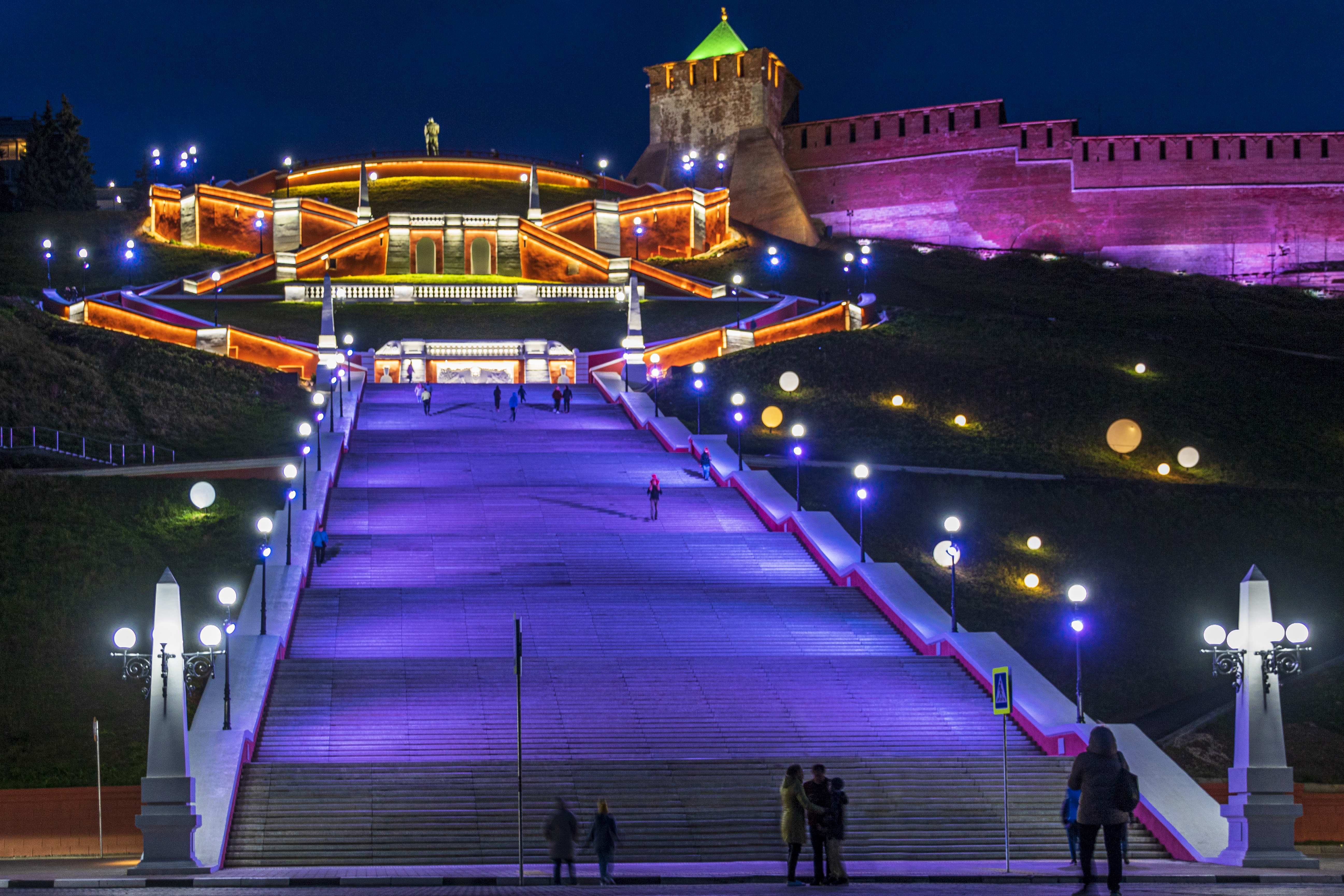
Чкаловская лестница с вечерней подсветкой

Все основные работы были завершены к середине 1949 года. Официально лестница получила именование Волжская: на одной из её подпорных стенок была установлена металлическая доска с надписью «Волжская лестница 1949 года». Тем не менее официальное название не прижилось и его в 1980-х годах вытеснило народное — Чкаловская лестница, потому что она спускается к Волге от памятника Валерию Чкалову, стоящего рядом с Кремлём. На Верхне-Волжской набережной первоначально должны были установить памятник Максиму Горькому, причём это место для него выбрали скульптор Исаак Менделевич вместе с Валерием Чкаловым. Но после гибели лётчика решили, что здесь поставят памятник ему самому (открыли монумент в 1940 году).
Торжественное открытие лестницы состоялось 24 июля 1949 года и было приурочено к празднованию Дня Военно-Морского флота.

## Современность
Аварийно-восстановительные работы на Чкаловской лестнице, 2021 год
Лестница является визитной карточкой Нижнего Новгорода, одной из самых узнаваемых достопримечательностей города. 
В 1985 году у её подножия был поднят на постамент катер Волжской военной флотилии «Герой». Катер оказался популярным у молодожёнов, и до 2008 года его валы, гребные винты и другие части постоянно увешивались цветными лентами. Чтобы как-то это пресечь, рядом были установлены специальные металлические конструкции в виде деревьев.
Реставрация лестницы проводилась в 2012—2013 годах.
8 сентября 2019 года частично обрушилась верхняя смотровая площадка Чкаловской лестницы. Для её восстановления потребовалось проведение экспертизы конструкций и разработка проектно-сметной документации, а также инженерные изыскания на склоне. К работе подключили экспертов, проектировщиков и учёных Нижегородского государственного архитектурно-строительного университета (ННГАСУ).
Чкаловская лестница была включена в проект по преобразованию и перезагрузке ключевых городских локаций «Символы 800» инфраструктурной программы «Город 800» к 800-летию Нижнего Новгорода. 
В конце 2020 года завершился первый этап сохранения объекта культурного наследия регионального значения. Выполнены противоаварийные мероприятия по укреплению склона, на верхней площадке проведено устройство 27 буронабивных свай глубиной по 20 метров каждая, скреплённых монолитным железобетонным ростверком. Специалисты демонтировали аварийные конструктивные элементы, провели восстановительные работы по устройству новых конструкций лестницы для дальнейшей реставрации.
Работы продолжились в 2021 году. Монументальное сооружение сохранило свой исторический облик и стало безопасным.
Реконструкция затронула все конструктивные части лестницы. Были заменены все разрушившиеся ступени, при этом сохранились два исторических пролёта. Также отремонтировали кирпичную кладку наружной и внутренней стен, заменили железобетонные конструкции, усилили подпорные стенки, установили ливневые и водосборные колодцы системы водоотведения.
Учёные ННГАСУ выполнили комплексные научные исследования, в том числе установили подлинное цветовое решение лестницы — по чертежам Александра Яковлева (старшего) и воспоминаниям очевидцев. После реконструкции цвет лестницы более приближен к историческому. Основной цвет — терракотовый, а цвет барельефов, деталей, накрывочных панелей маршей — светло-серый. Кроме того, у Чкаловской лестницы появилась архитектурно-художественная подсветка.
Торжественная церемония открытия Чкаловской лестницы после реконструкции состоялась 1 августа 2021 года. Монументальное сооружение стало сценой для Симфонического оркестра Мариинского театра, выступление которого сопровождало зрелищное аудиовизуальное шоу. В событии приняли участие председатель оргкомитета 800-летия Нижнего Новгорода Сергей Кириенко, полномочный представитель Президента в ПФО Игорь Комаров и губернатор Нижегородской области Глеб Никитин.
На Чкаловской лестнице устраивают спортивные соревнования, чаще всего в виде забегов. В 2024 году к 120-летию со дня рождения В. П. Чкалова состоялся флешмоб в виде маршрута его знаменитого беспосадочного перелёта Москва — Северный полюс — Ванкувер (США). В мероприятии приняло участие 1 027 человек, а на лестнице показали мэппинг с картой территорий и цитатами лётчика. Это стало самым массовым флешмобом-инсталляцией в виде маршрута авиаперелёта, вошедшим в «Книгу рекордов России».

## Фотогалерея

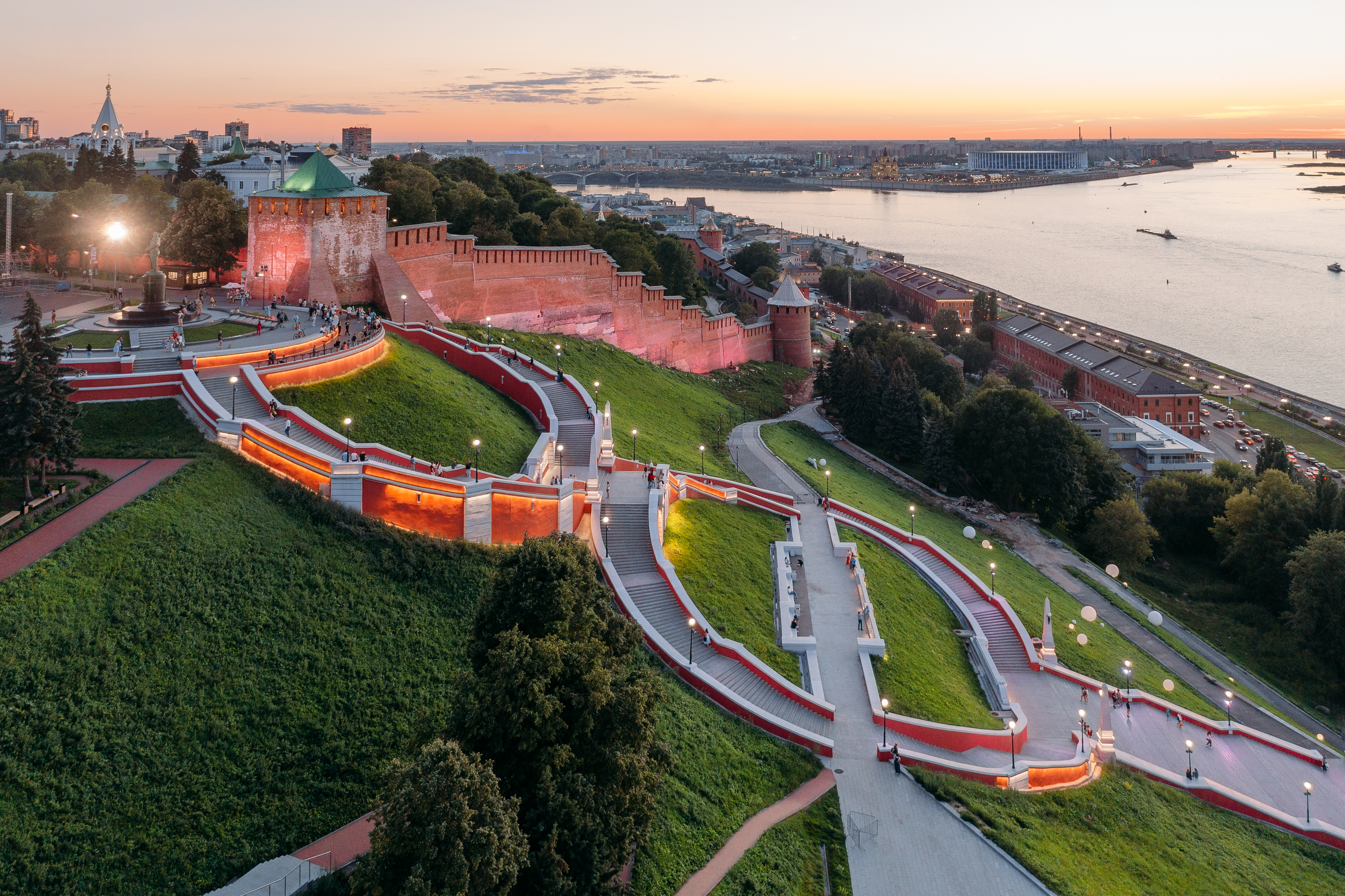
Вид на Чкаловскую лестницу и стену Нижегородского кремля от Георгиевской до Борисоглебской башни
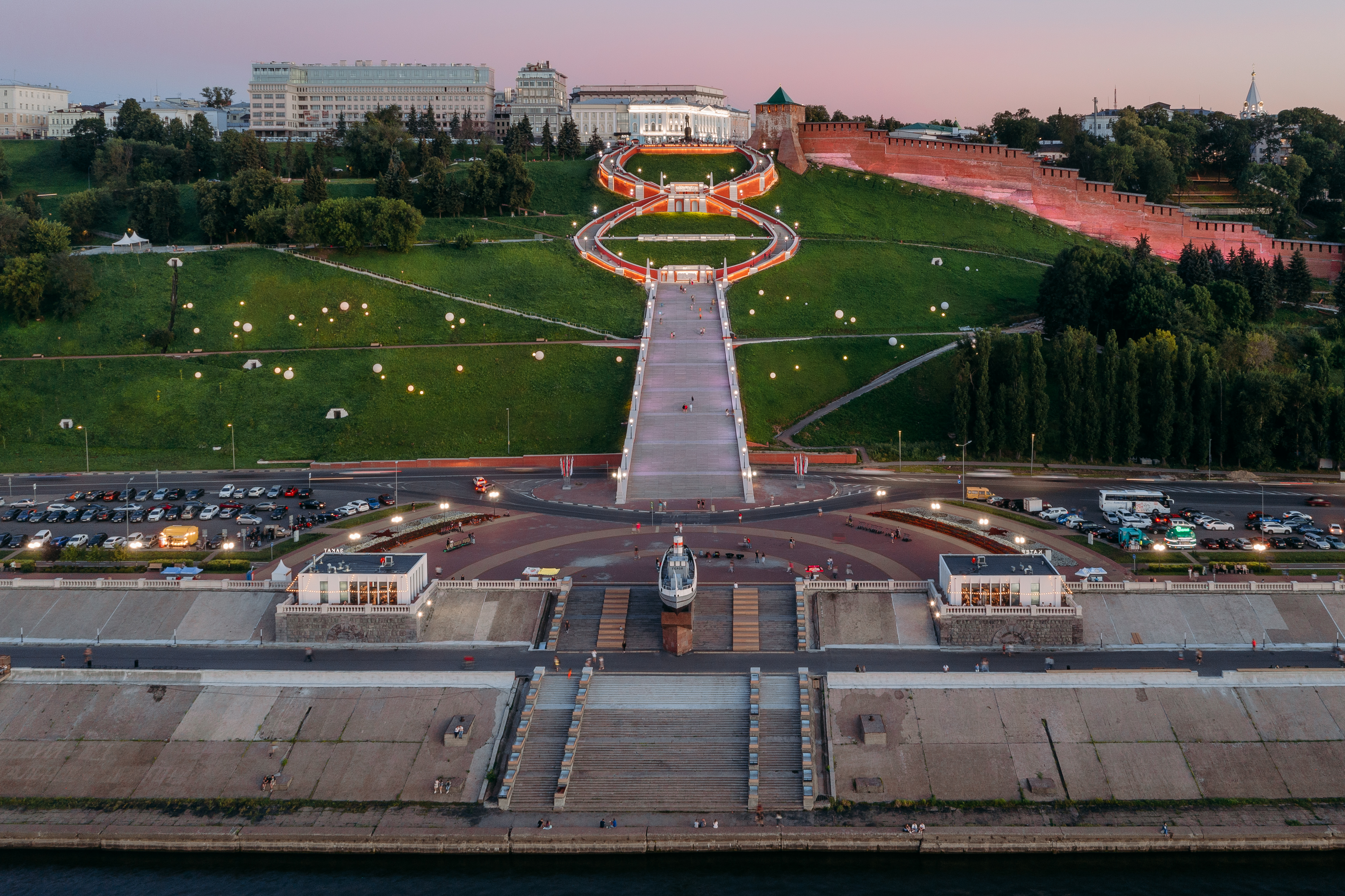
Вид на Чкаловскую лестницу и Катер «Герой» на Нижне-Волжской набережной с высоты
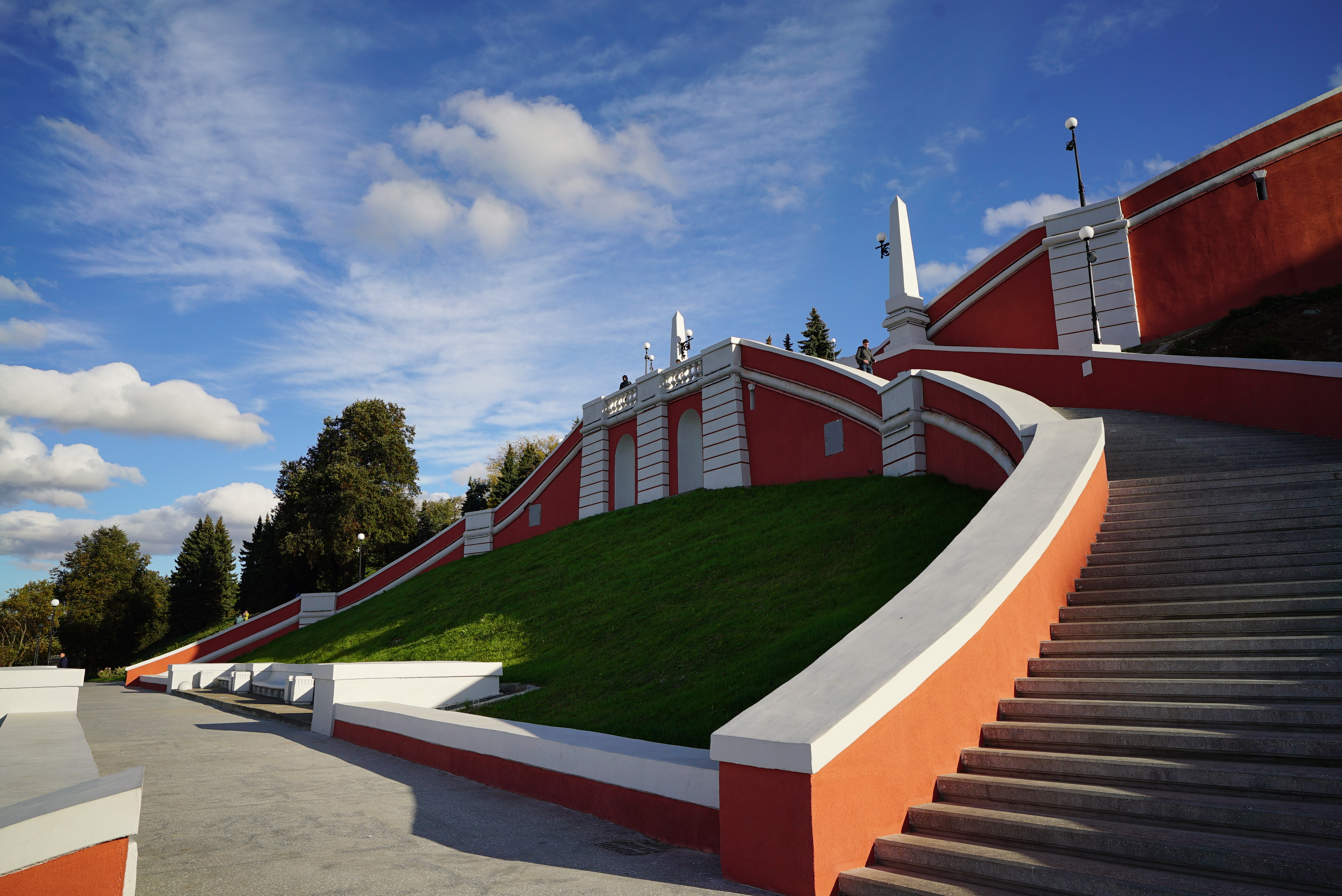
Смотровая площадка на Чкаловской лестнице
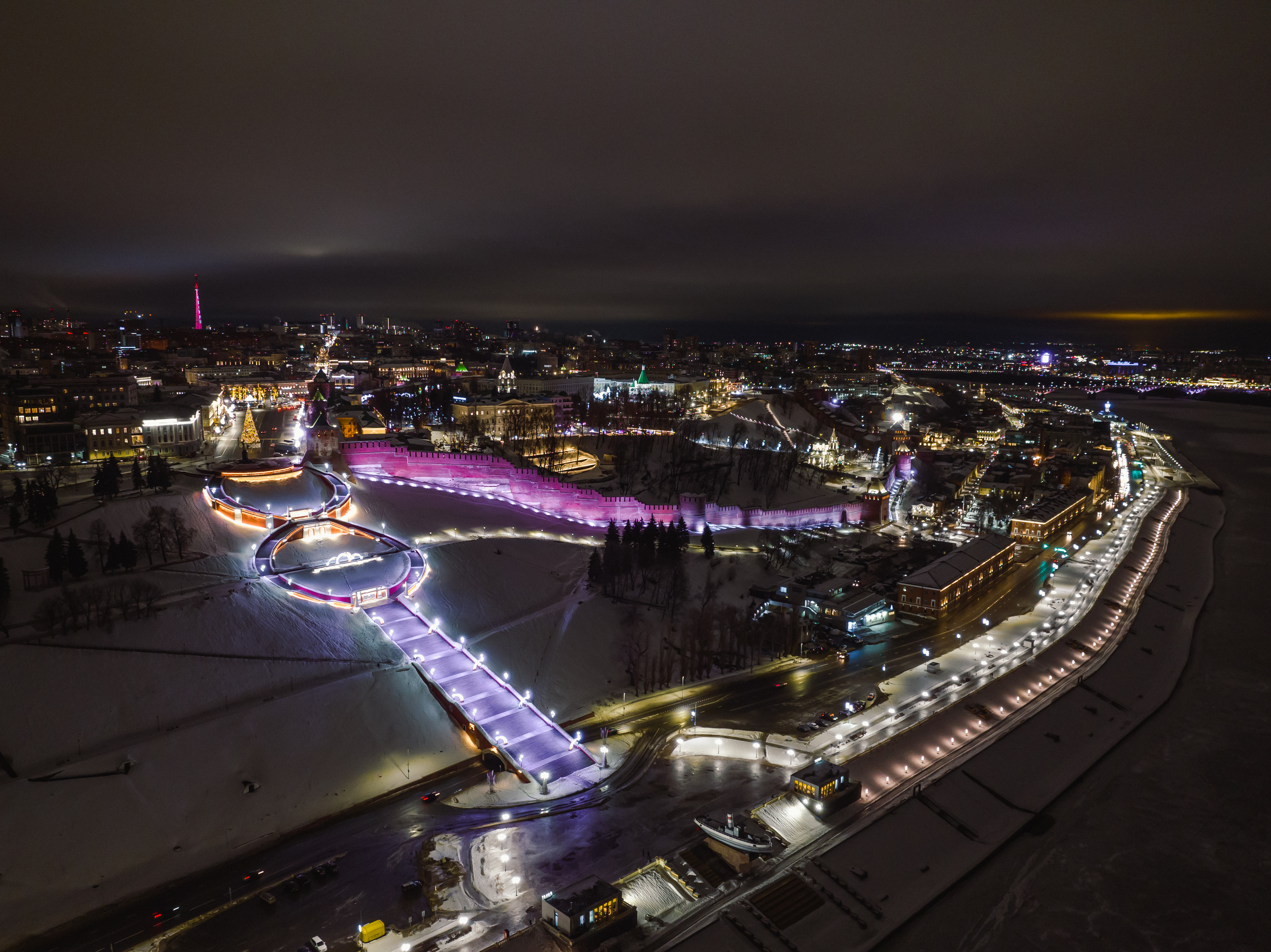
После реставрации лестницы в 2021 году у неё появилась архитектурно-художественная подсветка
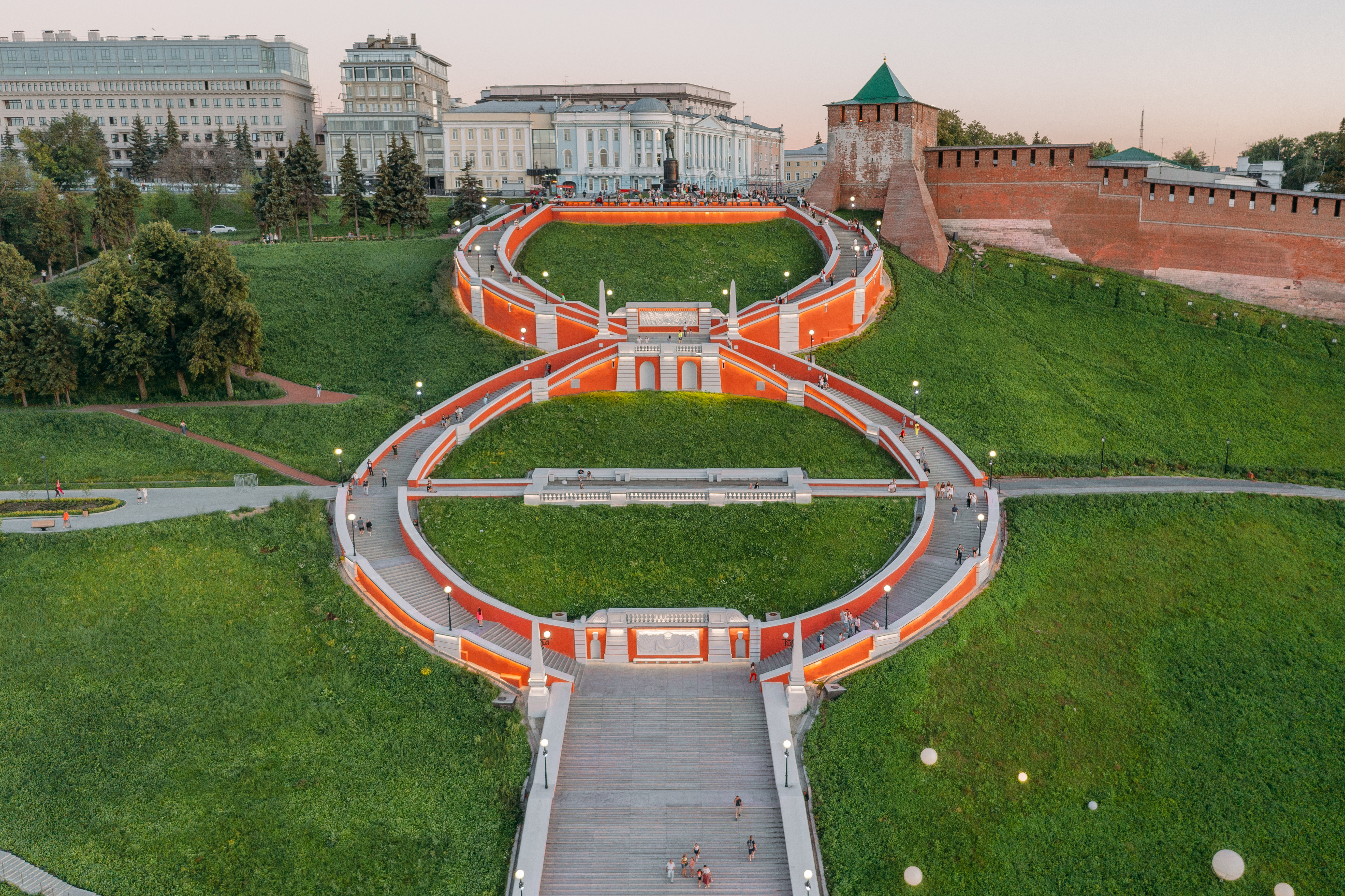
Вид на «восьмёрку» Чкаловской лестницы
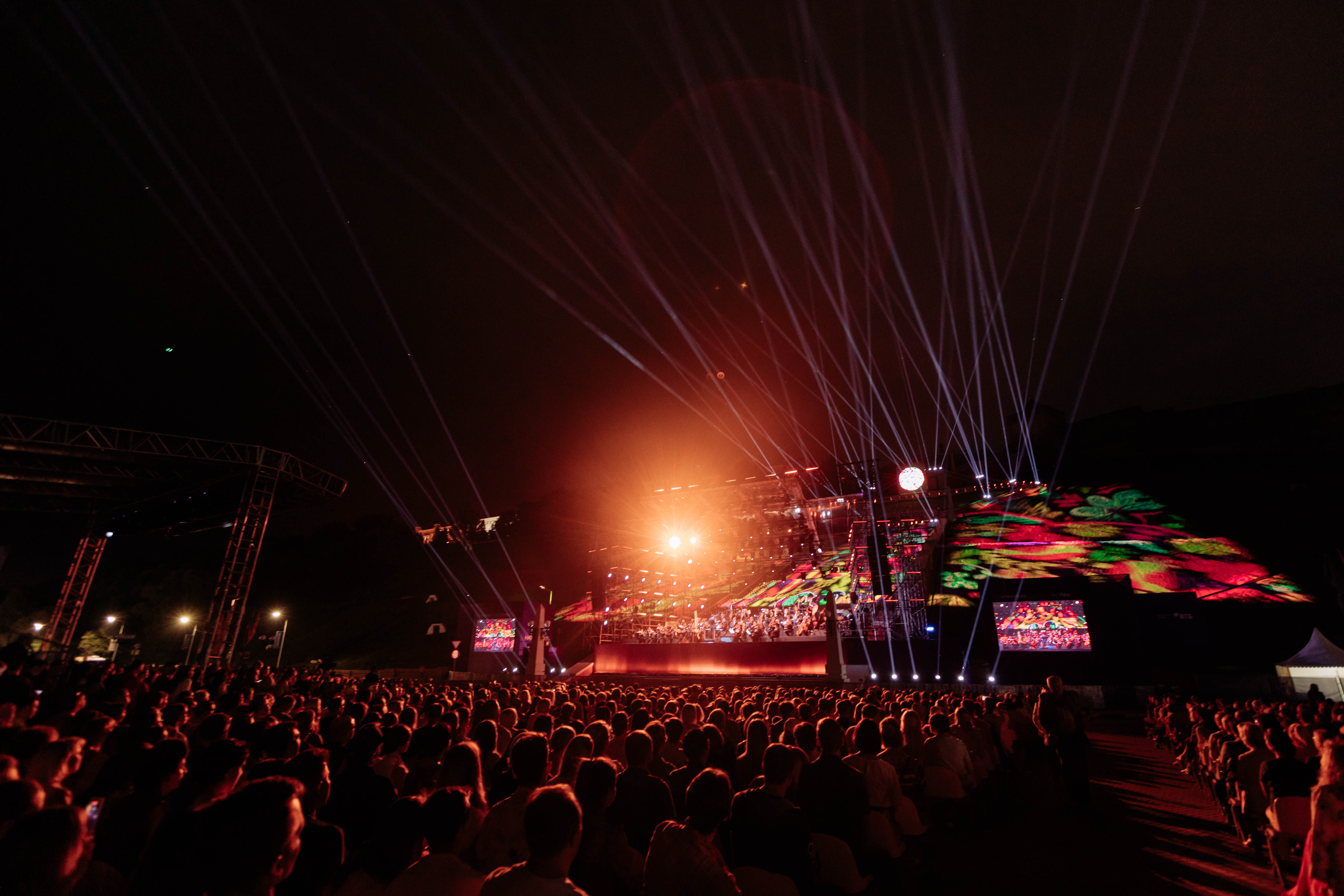
Концерт-открытие Чкаловской лестницы после масштабной реконструкции к 800-летию Нижнего Новгорода
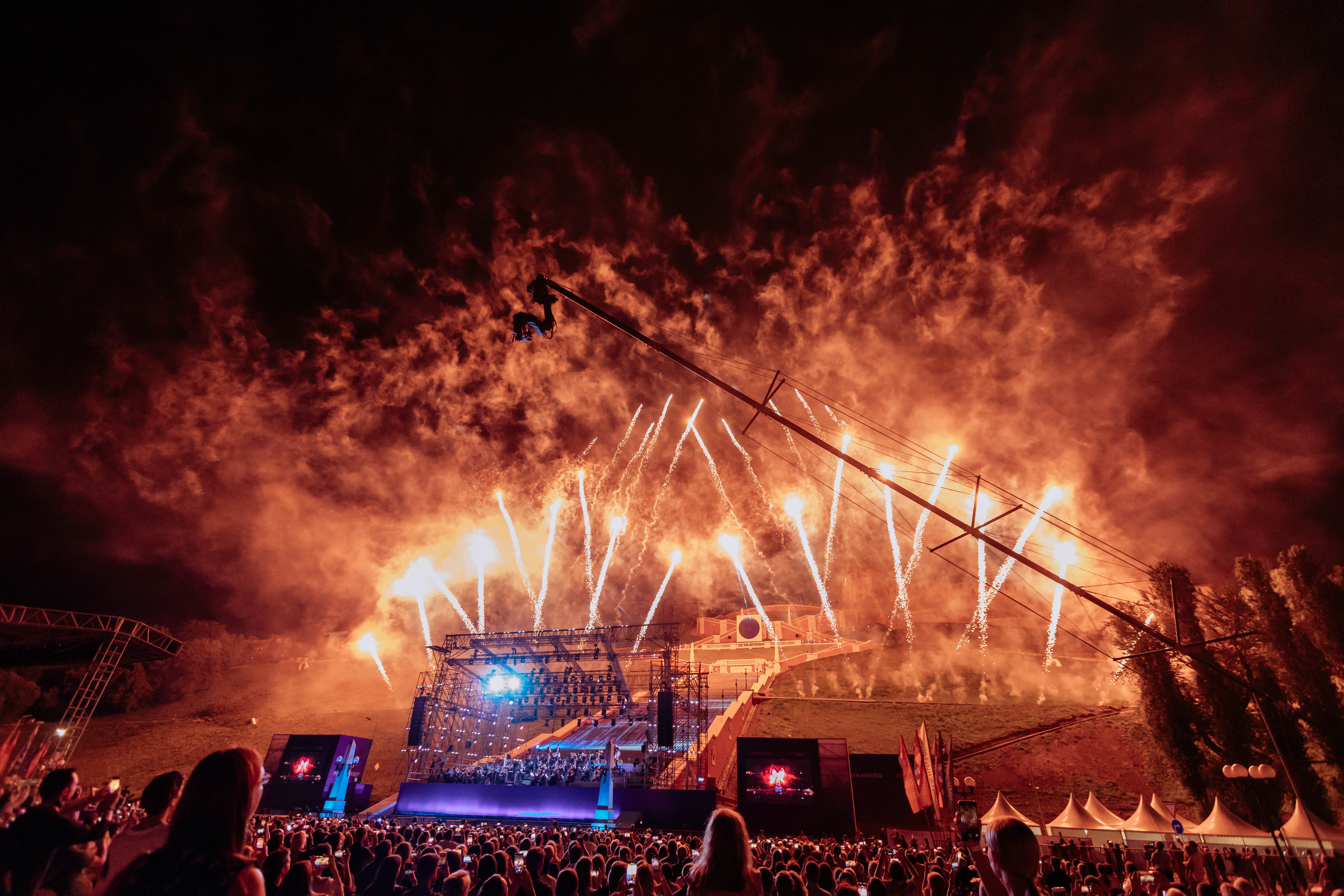
Концерт-открытие Чкаловской лестницы после масштабной реконструкции к 800-летию Нижнего Новгорода
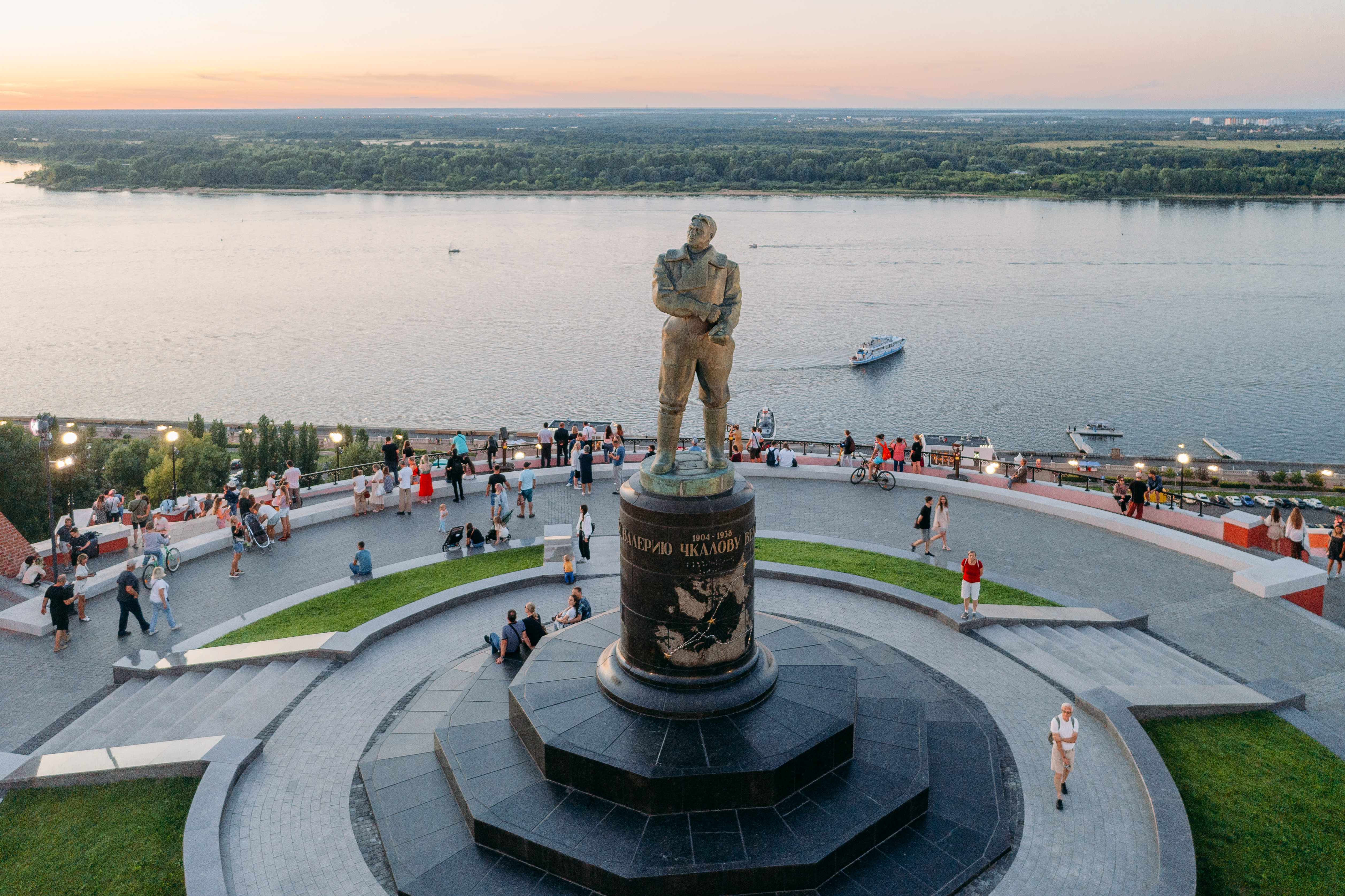
Памятник Валерию Чкалову у Чкаловской лестницы
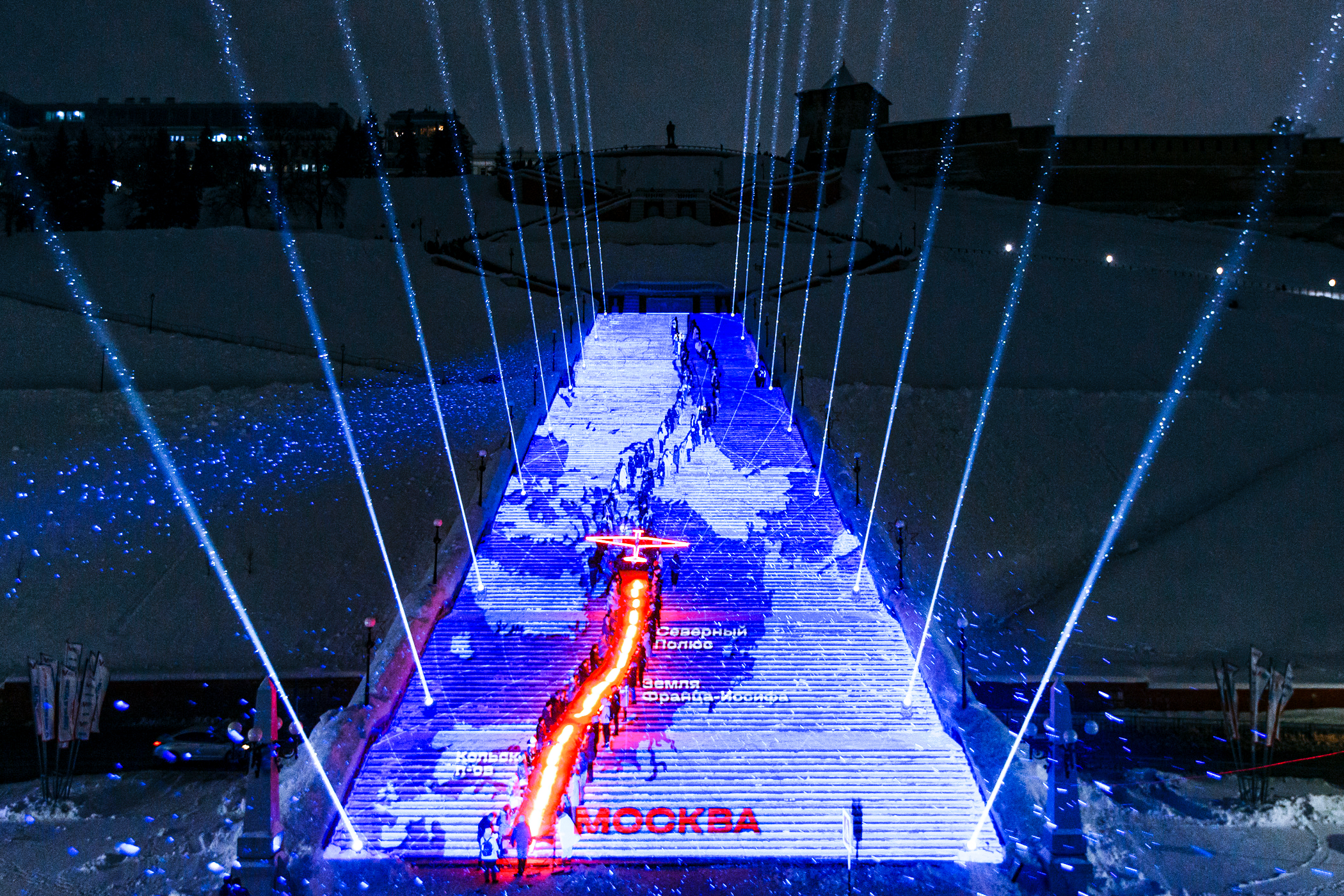
Флешмоб-инсталляция на Чкаловской лестнице к 120-летию со дня рождения Валерия Чкалова
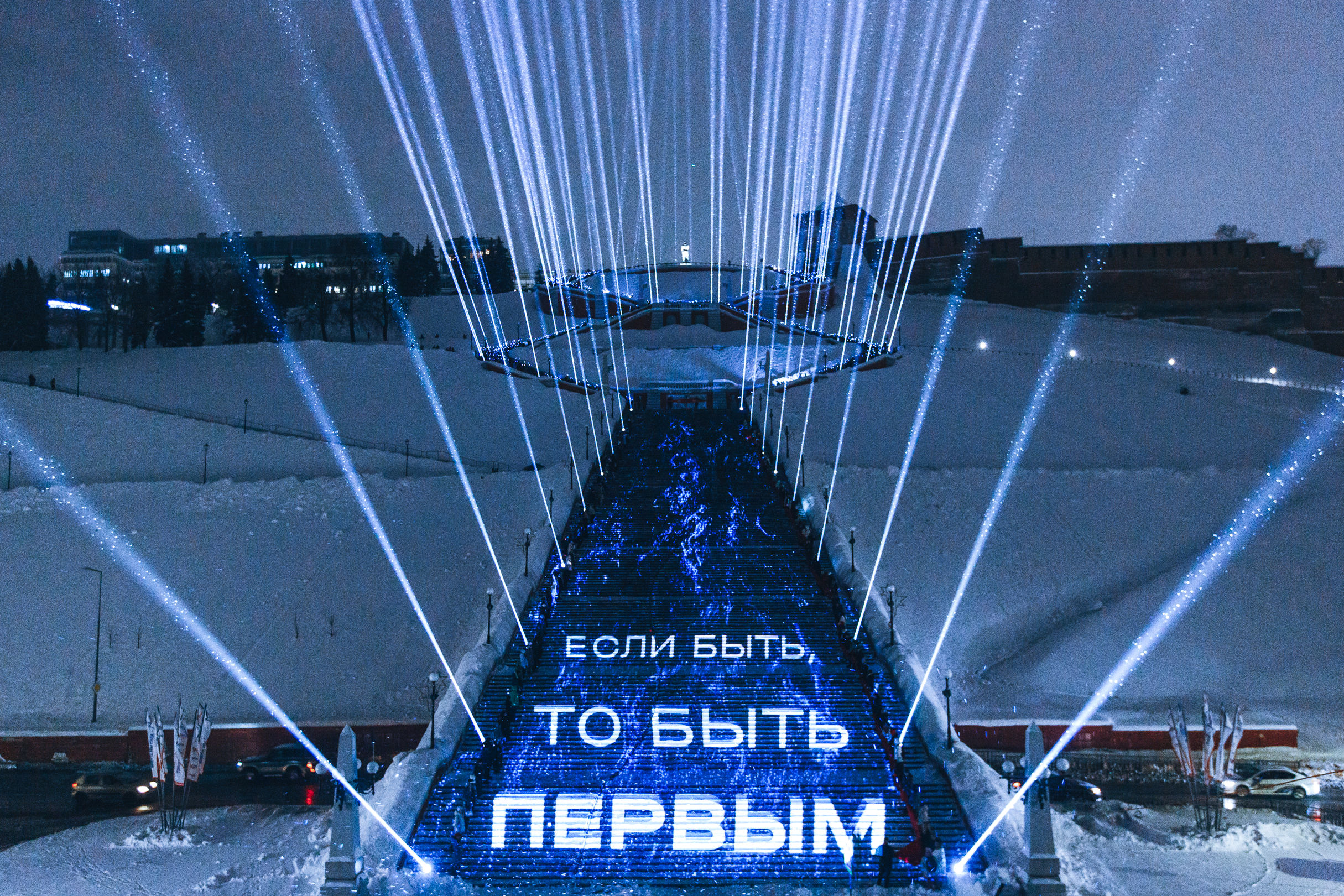
Во флешмобе на Чкаловской лестнице в 2024 году приняли участие 1 027 человек
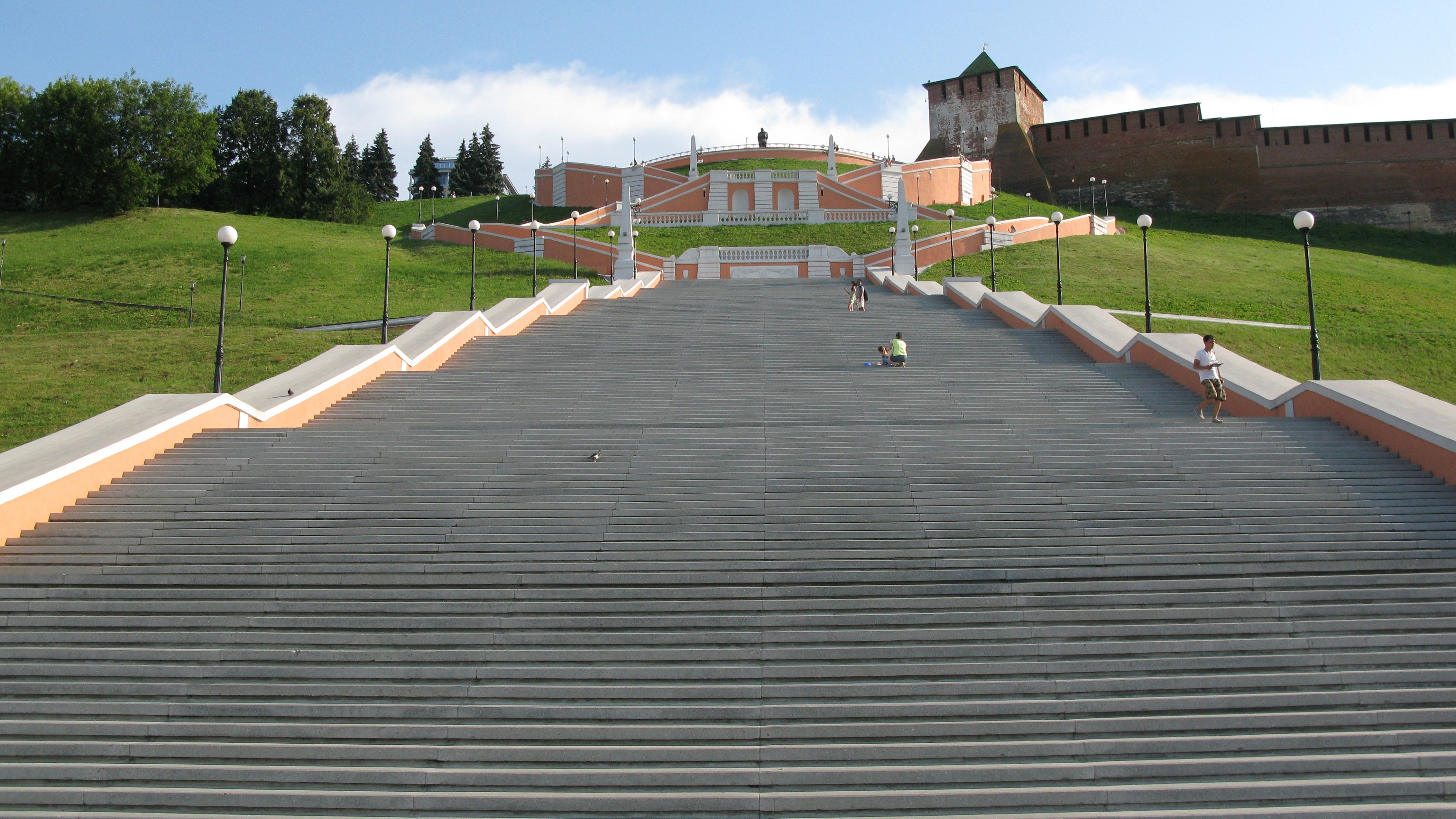
Чкаловская лестница снизу